# USS LST-515
O USS LST-515 foi um navio de guerra norte-americano da classe LST que operou durante a Segunda Guerra Mundial.
|  |